# Speedy Gonzales
Speedy Gonzales (o González), "il topo più veloce di tutto il Messico", è un personaggio di diversi cortometraggi e lungometraggi della serie Looney Tunes della Warner Bros. Le caratteristiche peculiari di Speedy Gonzales sono la sua estrema velocità nel correre e il suo stereotipato accento messicano. Solitamente indossa un sombrero giallo, camicia bianca e pantaloni bianchi e un fazzoletto rosso. Ad oggi, sono stati realizzati 46 cortometraggi con Speedy protagonista o in un ruolo secondario.

## Storia
Il debutto di Speedy risale al 1953 in Cat-Tails for Two, diretto da Robert McKimson. Inizialmente il personaggio era diverso.
Questo primo Speedy era un personaggio più smunto, simile a un ratto, con un dente frontale d'oro di dimensioni generose e di carattere solare. Ci vollero due anni prima che Friz Freleng e l'animatore Hawley Pratt ridisegnassero il personaggio nella sua incarnazione moderna nel cartone del 1955, Piè veloce Gonzales.
In questo episodio il personaggio di Gatto Silvestro sta minacciando un gruppo di topi, che chiamano in soccorso l'energico Speedy. Fra gridi di "Arriba! Arriba! Ándale! Ándale!" (per cortesia di Mel Blanc), Silvestro ne subisce le dolorose conseguenze. Il cartone vinse l'Oscar nel 1955 come miglior cartone animato breve.
Molto presto Freleng e McKimson fecero di Speedy la nemesi di Silvestro in una serie di cartoni animati, così come Chuck Jones aveva accoppiato Wile E.Coyote e il Road Runner nei suoi cartoni. Silvestro viene costantemente superato in astuzia e in velocità dal topo, e costretto a subire ogni sorta di umiliazione, dalle trappole per topi al consumo accidentale di enormi quantità di peperoncino piccante. Altri episodi vedono la partecipazione del cugino del topo, Piedelento Rodríguez (Lemme Lemme) in passato conosciuto anche come Posapiano Rodriguez, il "topo più lento del Messico". Ovviamente Piedelento si mette invariabilmente nei guai, da cui viene spesso salvato dal rapido intervento del cugino, pur mostrando di essere capace di cavarsela da solo (in un episodio utilizza poteri ipnotici con cui soggioga Silvestro). Dalla seconda metà degli anni sessanta l'avversario principale di Speedy Gonzales divenne Daffy Duck, una combinazione che alcuni fan considerano inadatta (Silvestro, in quanto gatto, non è mai stato messo in discussione), e che dipinge il papero come troppo malizioso, data anche la sua bassa reputazione morale nei cartoni.
Speedy ha la reputazione di essere un successo tra i topi femmina. In molti cartoni animati, quando i topi decidono di farsi aiutare da Speedy, un topo dirà parole come "Speedy Gonzales è amico di mia sorella". Un altro topo dirà "Speedy Gonzales è amico della sorella di tutti".
I cartoni di Speedy sono stati spesso accusati di mostrare un'immagine stereotipata dei messicani e della vita in Messico. In essi spesso i topi vengono mostrati pigri, donnaioli e bevitori, mentre Speedy porta un sombrero e a volte suona e danza in un complesso di mariachi. In realtà il suo unico vizio sembra essere un debole per le belle ragazze: in un episodio gli altri topi pianificano una guerra contro Silvestro e Speedy, quest'ultimo perché è un vero e proprio latin-lover. Queste critiche hanno spinto Cartoon Network a togliere dalla programmazione i corti con protagonista Speedy quando la rete satellitare ottenne l'esclusiva sui cartoni Looney Tunes nel 1999. Tuttavia, a seguito delle proteste da parte dei telespettatori latino-americani e soprattutto messicani, che vedevano nella furbizia e nella personalità di Speedy un'immagine positiva dei messicani, il canale rimise in onda i cortometraggi a partire dal 2002.
Nel 2003 Speedy fece una fugace apparizione nel film Looney Tunes: Back in Action, scherzando sul suo status "politicamente scorretto". Nello stesso periodo apparve anche in un episodio di ¡Mucha Lucha!.
Nella serie The Looney Tunes Show, vive in casa di Bugs Bunny e Daffy Duck, ed è proprietario della pizzeria Pizzarriba!. Bugs aveva acquistato una pizzeria in difficoltà economiche per salvarla dalla bancarotta ma, dopo aver capito di non essere bravo a gestire un ristorante, la regala a Speedy.